# Construction Time Again
Construction Time Again é o terceiro álbum de estúdio da banda inglesa Depeche Mode, lançado em 22 de agosto de 1983.
Foi o primeiro álbum feito com a presença do novo integrante da banda, Alan Wilder, que se tornaria um membro fixo e importante. É considerado um divisor de águas na história da banda, quando ela entra definitivamente no cenário musical, com composições mais obscuras e profundas e sonoramente mais industrial e bem produzido. Nesse álbum em que o Depeche Mode começou a amadurecer vertiginosamente, caindo em uma depressão romântica e obscura que seria fundamental no próprio estilo da banda.
Foi relançado remasterizado em março de 2007 com um DVD com um documentário sobre o próprio álbum e a importância que ele teve para a banda. Alan se demonstrou decisivo na produção desse álbum, e escreveu as faixas "Two Minutes Warning" e "The Landscape Is Changing". Esse álbum também lançou o muito bem sucedido single "Everything Counts", uma das melhores músicas da banda e um dos principais singles do desenvolvimento da música eletrônica. Estimativas apontam que na época, o single "Everything Counts" vendeu mais que o próprio álbum, com 600.000 e 300.000 cópias, respectivamente. Atualmente vendeu mais de 3 milhões de cópias.

## Faixas
Todas as faixas escritas e compostas por Martin Gore, exceto quando observado. 
| Edição standard |                             |                |                                                               |         |  |
| N.º             | Título                      | Compositor(es) | Nota                                                          | Duração |  |
| 1.              | "Love, In Itself"           |                |                                                               | 4:29    |  |
| 2.              | "More Than a Party"         |                |                                                               | 4:23    |  |
| 3.              | "Pipeline"                  |                |                                                               | 6:15    |  |
| 4.              | "Everything Counts"         |                |                                                               | 4:19    |  |
| 5.              | "Two Minute Warning"        | Alan Wilder    |                                                               | 4:13    |  |
| 6.              | "Shame"                     |                |                                                               | 3:50    |  |
| 7.              | "The Landscape Is Changing" | Alan Wilder    |                                                               | 4:47    |  |
| 8.              | "Told You So"               |                |                                                               | 4:24    |  |
| 9.              | "And Then..."               |                | Contém "Everything Counts (Reprise)" (faixa escondida) — 1:05 | 4:34    |  |
| Duração total:  | Duração total:              | Duração total: | Duração total:                                                | 49:43   |  |

| Faixa bônus da edição americana |                                    |                |         |  |
| N.º                             | Título                             | Compositor(es) | Duração |  |
| 10.                             | "Everything Counts" (Long Version) | Martin Gore    | 7:23    |  |

## Posição nas paradas musicais
| Parada (1983)                         | Melhor posição |
| 82                                    |                |
| ------------------------------------- | -------------- |
| Países Baixos (Dutch Charts)          | 32             |
| Alemanha (Offizielle Deutsche Charts) | 7              |
| Nova Zelândia (RMNZ)                  | 44             |
| Suécia (Sverigetopplistan)            | 12             |
| Suíça (Schweizer Hitparade)           | 21             |
| Reino Unido (Official Albums Chart)   | 6              |
| UK Independent Albums (MRIB)          | 1              |

| Parada (1983)        | Posição |
| -------------------- | ------- |
| Reino Unido (Gallup) | 85      |

| Parada (1984)                 | Posição |
| ----------------------------- | ------- |
| Alemanha (Offizielle Top 100) | 69      |

## Certificações
| Região                                                                                                  | Certificação | Vendas   |
| --- | ------------ | -------- |
| Germany                                                                                                 | Ouro         | 250 000  |
| Reino Unido (BPI)                                                                                       | Ouro         | 100,000^ |
| *números de vendas baseados somente na certificação ^números de vendas baseados somente na certificação |              |          |